# Ailuronyx trachygaster
Espèce
Synonymes
- Platydactylus trachygaster Duméril, 1851

Statut de conservation UICN

 VU D2 : Vulnérable
Ailuronyx trachygaster est une espèce de geckos de la famille des Gekkonidae.

## Répartition
Cette espèce est endémique des Seychelles. Elle se rencontre sur Silhouette et Praslin.
Cette espèce a été décrite à partir d'un spécimen dont la provenance déclarée était Madagascar, selon Bauer, 1990 ce spécimen provenait de Praslin et pourrait n'être qu'une forme locale d'Ailuronyx seychellensis.

## Description
C'est un gecko arboricole, nocturne et insectivore.

## Publication originale
- Duméril & Duméril, 1851 : Catalogue méthodique de la collection des reptiles du Muséum d'Histoire Naturelle de Paris. Gide et Baudry/Roret, Paris, p. 1-224 (texte intégral).